# Coupe de Suisse de football 1946-1947
Navigation
Édition précédente Édition suivante
La Coupe de Suisse 1946-1947 est la vingt-deuxième édition de la Coupe de Suisse. Le FC Bâle remporte son deuxième titre en battant en finale le FC Lausanne-Sport.

## Compétition

### Quarts de finale
Les quarts de finale ont lieu le 9 février 1947.
| Équipe 1       | Résultat | Équipe 2                |
| -------------- | -------- | ----------------------- |
| FC Bâle        | 2 - 1    | Grasshopper Club Zurich |
| FC Biel-Bienne | 0 - 1    | FC Lausanne-Sport       |
| FC Berne       | 0 - 2    | FC Granges              |
| FC Lugano      | 1 - 1    | FC Locarno              |

Match rejoué le 2 mars 1947 :
| Équipe 1  | Résultat | Équipe 2   |
| --------- | -------- | ---------- |
| FC Lugano | 0 - 2    | FC Locarno |

### Demi-finales
Les demi-finales ont lieu le 16 mars 1947.
| Équipe 1          | Résultat | Équipe 2   |
| ----------------- | -------- | ---------- |
| FC Lausanne-Sport | 3 - 3    | FC Locarno |
| FC Bâle           | 2 - 1    | FC Granges |

Match rejoué le 30 mars 1947 :
| Équipe 1   | Résultat | Équipe 2          |
| ---------- | -------- | ----------------- |
| FC Locarno | 2 - 2    | FC Lausanne-Sport |

Match rejoué le 5 avril 1947 :
| Équipe 1          | Résultat | Équipe 2   |
| ----------------- | -------- | ---------- |
| FC Lausanne-Sport | 3 - 2    | FC Locarno |

### Finale
| 7 avril 1947 | FC Bâle | 3 - 0   | FC Lausanne-Sport | Stade du Wankdorf, Berne |                      |
|              |         | (0 - 0) |                   | Spectateurs : 28 000     | Spectateurs : 28 000 |

- Le FC Bâle remporte sa deuxième Coupe de Suisse[2].